# Dorojni (Krasnodar)
|  | Per a altres significats, vegeu «Dorojni». |

Dorojni - Дорожный (rus) és un possiólok del krai de Krasnodar, a Rússia. Es troba a les terres baixes de Kuban-Azov, al nord de l'embassament de Krasnodar, a 23 km a l'est de Krasnodar, la capital. El 2010 tenia 396 habitants.
Pertany al municipi de Starokórsunskaia.